# Vigneulles
Vigneulles è un comune francese di 273 abitanti situato nel dipartimento della Meurthe e Mosella nella regione del Grande Est.

## Società

### Evoluzione demografica
Abitanti censiti